# Aire d'attraction de Cannes - Antibes
L'aire d'attraction de Cannes - Antibes est un zonage d'étude défini par l'Insee pour caractériser l’influence de la commune de Cannes sur les communes environnantes.

## Définition
L'aire d'attraction d'une ville est composée d’un pôle, défini à partir de critères de population et d’emploi ainsi que d’une couronne constituée des communes dont au moins 15 % des actifs travaillent dans le pôle. Le pôle d’attraction constitue ainsi un point de convergence des déplacements domicile-travail,.

## Géographie
L’aire d'attraction de Cannes - Antibes est une aire inter-départementale qui comporte 24 communes : 20 situées dans les Alpes-Maritimes et 4 dans le Var (Les Adrets-de-l'Estérel, Callian, Montauroux et Tanneron). 

### Carte

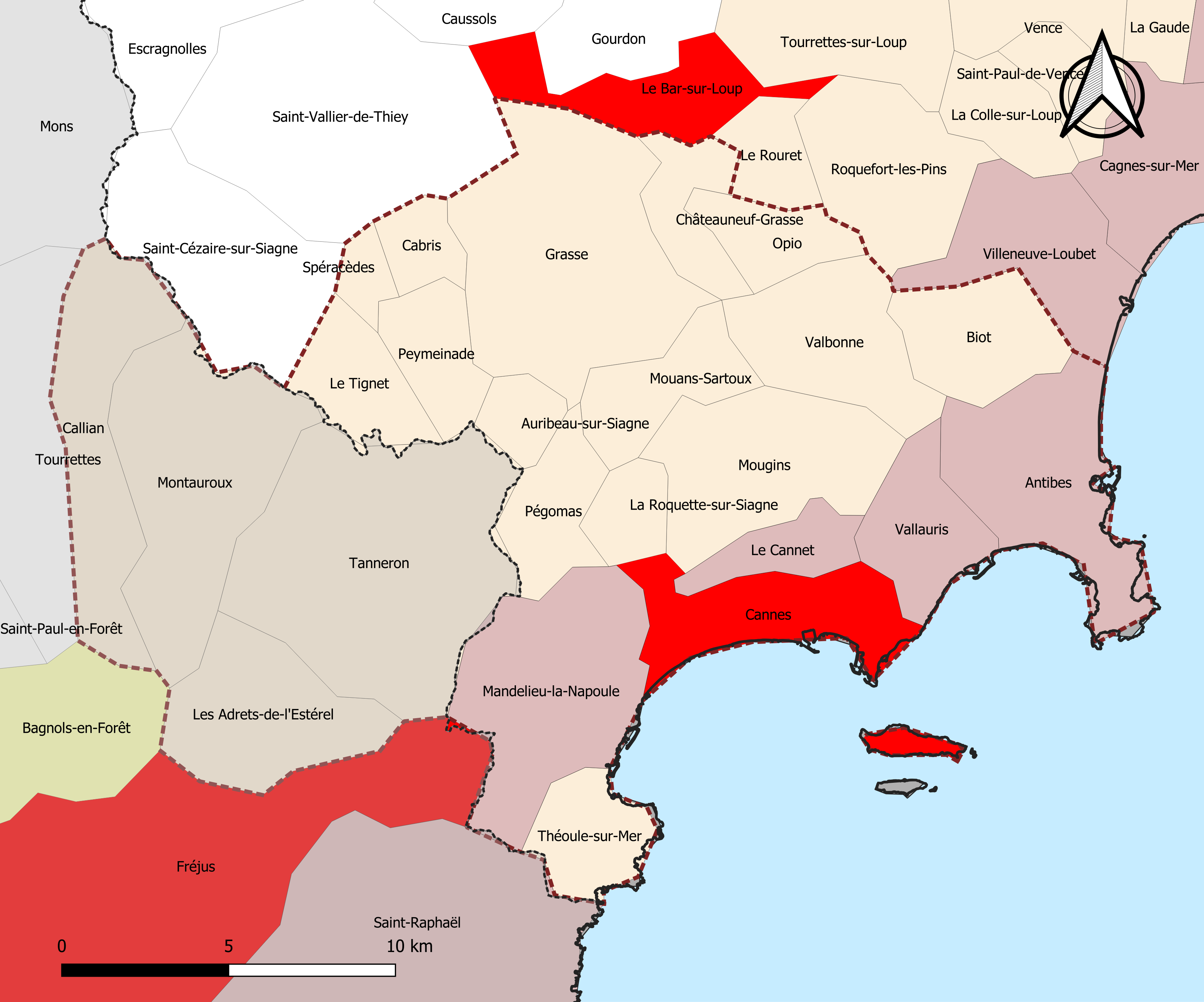
Carte de l'aire d'attraction de Cannes - Antibes.
Commune-centre
Commune du pôle principal
Commune de la couronne

### Composition communale
| Nom                     | Code Insee | Département     | Statut                    | Superficie (km2) | Population (dernière pop. légale) | Densité (hab./km2) | Modifier                                    |
| ----------------------- | ---------- | --------------- | ------------------------- | ---------------- | --------------------------------- | ------------------ | ------------------------------------------- |
| Cannes (commune-centre) | 06029      | Alpes-Maritimes | commune-centre            | 19,62            | 74 040 (2022)                     | 3 774              | modifier les données · modifier les données |
| Antibes                 | 06004      | Alpes-Maritimes | commune du pôle principal | 26,48            | 76 612 (2022)                     | 2 893              | modifier les données · modifier les données |
| Le Cannet               | 06030      | Alpes-Maritimes | commune du pôle principal | 7,71             | 40 198 (2022)                     | 5 214              | modifier les données · modifier les données |
| Mandelieu-la-Napoule    | 06079      | Alpes-Maritimes | commune du pôle principal | 31,37            | 21 201 (2022)                     | 676                | modifier les données · modifier les données |
| Vallauris               | 06155      | Alpes-Maritimes | commune du pôle principal | 13,04            | 28 579 (2022)                     | 2 192              | modifier les données · modifier les données |
| Auribeau-sur-Siagne     | 06007      | Alpes-Maritimes | commune de la couronne    | 5,48             | 3 346 (2022)                      | 611                | modifier les données · modifier les données |
| Biot                    | 06018      | Alpes-Maritimes | commune de la couronne    | 15,54            | 10 196 (2022)                     | 656                | modifier les données · modifier les données |
| Cabris                  | 06026      | Alpes-Maritimes | commune de la couronne    | 5,43             | 1 421 (2022)                      | 262                | modifier les données · modifier les données |
| Châteauneuf-Grasse      | 06038      | Alpes-Maritimes | commune de la couronne    | 8,95             | 3 765 (2022)                      | 421                | modifier les données · modifier les données |
| Grasse                  | 06069      | Alpes-Maritimes | commune de la couronne    | 44,44            | 48 669 (2022)                     | 1 095              | modifier les données · modifier les données |
| Mouans-Sartoux          | 06084      | Alpes-Maritimes | commune de la couronne    | 13,52            | 10 847 (2022)                     | 802                | modifier les données · modifier les données |
| Mougins                 | 06085      | Alpes-Maritimes | commune de la couronne    | 25,64            | 19 481 (2022)                     | 760                | modifier les données · modifier les données |
| Opio                    | 06089      | Alpes-Maritimes | commune de la couronne    | 9,47             | 2 408 (2022)                      | 254                | modifier les données · modifier les données |
| Pégomas                 | 06090      | Alpes-Maritimes | commune de la couronne    | 11,28            | 8 143 (2022)                      | 722                | modifier les données · modifier les données |
| Peymeinade              | 06095      | Alpes-Maritimes | commune de la couronne    | 9,76             | 8 491 (2022)                      | 870                | modifier les données · modifier les données |
| La Roquette-sur-Siagne  | 06108      | Alpes-Maritimes | commune de la couronne    | 6,31             | 5 552 (2022)                      | 880                | modifier les données · modifier les données |
| Spéracèdes              | 06137      | Alpes-Maritimes | commune de la couronne    | 3,46             | 1 180 (2022)                      | 341                | modifier les données · modifier les données |
| Théoule-sur-Mer         | 06138      | Alpes-Maritimes | commune de la couronne    | 10,49            | 1 418 (2022)                      | 135                | modifier les données · modifier les données |
| Le Tignet               | 06140      | Alpes-Maritimes | commune de la couronne    | 11,26            | 3 158 (2022)                      | 280                | modifier les données · modifier les données |
| Valbonne                | 06152      | Alpes-Maritimes | commune de la couronne    | 18,97            | 12 389 (2022)                     | 653                | modifier les données · modifier les données |
| Les Adrets-de-l'Estérel | 83001      | Var             | commune de la couronne    | 22,26            | 2 780 (2022)                      | 125                | modifier les données · modifier les données |
| Callian                 | 83029      | Var             | commune de la couronne    | 25,42            | 3 794 (2022)                      | 149                | modifier les données · modifier les données |
| Montauroux              | 83081      | Var             | commune de la couronne    | 33,54            | 6 787 (2022)                      | 202                | modifier les données · modifier les données |
| Tanneron                | 83133      | Var             | commune de la couronne    | 52,78            | 1 723 (2022)                      | 33                 | modifier les données · modifier les données |

## Démographie
Cette aire est catégorisée dans les aires de 200 000 à moins de 700 000 habitants, une catégorie qui regroupe 23,6 % de la population au niveau national,.